# 하츠 오브 아이언 2
하츠 오브 아이언 2(Hearts of Iron, 보통 줄여서 HOI2라고 부른다)는 하츠 오브 아이언의 후속작으로 패러독스 인터랙티브가 2005년 1월 4일 출시한 PC게임이다. 1936년부터 1947년 12월 30일까지 진행되며 플레이어는 175개에 이르는 나라들 중 하나를 골라 제2차세계대전 전후의 시기를 헤쳐나가야 한다. 수석 게임 프로그래머는 요한 안데르손이다.

## 게임 플레이
이 게임은 대전략게임이라고 불릴 만한 요소들을 갖추고 있다. 플레이어는 육군 사단, 공군 편대, 해군 함선들을 만들어 이를 군단과 군으로 편성할 수 있으며, 자신이 고른 국가와 속국의 각 군의 지휘관을 임명하는 한편, 정부의 장관들과 군참모 역시 선택할 수 있다. 이에 그치지 않고 정부 수반의 선택도 가능하지만, 이는 민주주의 체제에서만 이루어지는 선거에서 플레이어가 직접 승자를 선택하는 방식으로만 가능하다. 기술개발은 플레이어에 의해 결정된다. 이 모든 일들은 기존의 턴방식 전략 게임들과는 달리 실시간 하에 전 세계적인 스케일로 이루어지기 때문에, 플레이어는 계속해서 시시때때로 게임을 정지시키고 다른 국가들의 움직임을 주시하며 반응해야만 한다.

## 시나리오

### 일반 시나리오
아래의 시나리오들에서 플레이어는 한 나라를 골라 시나리오 개시일로부터 1948년~1964년까지 플레이할 수 있다. 처음 권장되는 나라들 이외에도 국기를 우클릭하는 방법을 통해 마이너 국가들 역시 플레이 가능하지만, 권장되는 국가가 아닌 경우 대개 난이도가 매우 어려운 경우가 많으며 괴뢰국을 플레이할 경우 많은 행동에 제약이 주어지게 된다. save 파일을 선택한 후 국가를 선택해 다시 플레이할 경우 시나리오가 시작할 당시 존재하지 않았던 국가가 독립했다면 선택해서 플레이하는 것이 가능하다. 이를 통해 인도나 대한민국, 기타 아프리카 국가들 역시 플레이가 가능하다.
- 전쟁으로의 길(The Road to War)
  - 시작일: 1936년 1월 1일
- 몰려드는 먹구름(The Gathering Storm)
  - 시작일: 1938년 9월 1일 뮌헨협정 직후
  - 이 시나리오는 1.2 버전 이후에 추가되었다.
- 전격전(Blitzkrieg) 1939년 9월 1일
  - 히틀러의 대폴란드 선전포고.
- 거인의 각성(Awakening the Giant)
  - 1941년 6월 22일 바르바로사 작전 개시
- 신들의 황혼(Götterdämmerung)
  - 1944년 6월 20일 노르망디 상륙작전 개시 2주후·소련의 바그라티온 작전 개시 직전

### 전술 시나리오
전술 시나리오는 진행 기간과 선택 가능 진영, 사용가능한 병력등에 대한 제한이 있지만 실제 제2차 세계대전의 진행과정을 반영하여 진행된다.
전술시나리오의 경우 대부분은 승리점수가 있는 지역을 점령해 일정 조건 이상의 점령 포인트를 획득 혹은 유지하거나, 상대방 세력의 영역을 전부 점령시키면 끝나지만 과달카날 전투의 경우 특정 지역을 주어진 기간 동안 점령하고 유지하는 진영이 승리하게 된다.
전술시나리오에서는 시나리오에서 주어지는 국가 이외의 국가는 플레이할 수 없다.

#### 유럽 전선

##### 서부 전선
- 황색작전(Fall Gelb)
  - 프랑스 전역
- 아르덴 공세(The Ardennes Offensive)
  - 아르덴 전투
- 작전명：절대군주(Operation Overlord)
  - 노르망디 상륙작전

##### 동부 전선
- 작전명：바르바로사(Operation Barbarossa)
  - 바르바로사 작전
- 백색작전(Fall Weiss)
  - 독일의 폴란드 공격
- 녹색작전(Fall Grün)
  - 1938년 독일과 체코슬로바키아의 전쟁
  - 이 시나리오는 가상 시나리오다.
- 겨울전쟁(Winter War)
  - 소비에트 연방과 핀란드의 겨울전쟁
- 청색작전(Fall Blau)
  - 스탈린그라드 전투로 최고점에 달한 1942년 독일의 소련 남부 침공
  - 1.2 버전 이후에 추가되었다.

##### 북아프리카 - 이탈리아 전선
- 사막의 여우(Desert Fox)
  - 에르빈 롬멜 독일 육군 원수 지휘 하에 엘 알라메인 전투에서 최고점에 달한 북아프리카 전역.
  - 이 전술 시나리오에서는 토치 작전에 대한 언급도 있다.
- 작전명：허스키(Operation Husky)
  - 시나리오 제목은 미국-영국 연합군의 시칠리아 공격 작전 명칭이나, 실제 진행은 이탈리아 전역을 다루고 있다.

##### 기타 유럽 전선
- 스페인 내전(Spanish Civil War)
  - 스페인 내전

#### 아시아·태평양 전선
- 남방정복(Southern Conquests)
  - 일본의 진주만 공격 이후 이어진 동남아시아 전역
- 작전명：망루(Operation Watchtower)
  - 과달카날 전투
- 작전명：몰락(Operation Downfall)
  - 연합국과 소비에트 연방의 일본 본토 침공인 다운폴 작전
  - 실제로 미국은 이 작전을 추진하였으나 일본의 빠른 항복으로 실시되지 않았다.
  - 이 시나리오는 전쟁 전개의 변화로 인하여 가상 시나리오가 되었다.
  - 이 시나리오는 역사적 사실과 달리 맨하탄 계획은 실패한 것으로 설정되어있으므로, 핵무기 사용은 역사적 사실과 달리 사용할 수 없다.
- 산호해 해전(Battle of the Coral Sea)
  - 산호해 해전

#### 기타 전선
- 남아메리카 전쟁(Platinean War)
  - 독일의 지원을 받는 아르헨티나과 미국의 지원을 받는 브라질과의 전쟁
  - 이 시나리오는 가상 시나리오다.

## 하츠 오브 아이언과의 차이
컴퓨터는 전작에서는 제한되거나 강도가 낮은 공격과 반격만을 시도했던 것에 반해, 하츠 오브 아이언 2에서는 훨씬 큰 규모의 공세를 하곤 한다.
하츠 오브 아이언 2는 맵 또한 교체되어 중요한 지역(북프랑스, 서부 러시아, 북아프리카, 북아메리카, 아시아의 연해 지역 등)의 프로빈스들이 대폭 늘어났다.
하지만 새로운 프로빈스가 추가된 것에 반해 잔지바르나 고아 등 일부 프로빈스들은 삭제되었다.
외교에서도 변경사항이 있다. 이전엔 달마다 쌓이는 외교점으로 외교활동을 해야했다. 하지만 하츠 오브 아이언 2에서 플레이어는 대부분의 외교적 활동을 위해서 돈이란 새로운 자원이 필요하며, 돈은 소비재 생산에 IC를 많이 할당하거나 정책이나 정치체제 장관 변경을 통해 생산에 보너스를 받거나, 다른 자원을 무역으로 판매해서 얻을 수 있다. 외교적 활동은 그 내용에서도 이끌어낼 수 있는 합의의 기간, 형태를 자신이 직접 설정할 수 있게 되었고 이를 통해 대량의 자원을 거래할 수 있는 협상과 기술 개발을 위한 청사진 거래가 가능하다. 기술개발 방식도 바뀌어서, 전작에선 기술개발을 위해 산업력이 가장 중요한 요소였지만, 2에서는 각각 특별한 분야에 특성화된 연구팀들 역시 돈으로 고용하여 기술개발을 진행해야 한다. 산업력이 좋은 국가라도 연구팀의 수준이 낮거나 특성화된 분야를 찾기 힘들 경우(중화권 국가들 및 마이너 국가들을 예로 들 수 있다.) 기술 개발의 진행 속도가 느려지는 페널티를 받는다.
새로운 차량과 항공기의 개발은 기술개발을 마친 후 다시 새로운 차량이나 항공기 모델의 개발이 필요하도록 변경되었으며, 기존에 있던 육군과 공군, 해군의 항공모함 함상기(다른 해군 무기는 업그레이드가 불가능)는 일정한 산업력을 업그레이드에 투자하면 약간의 시간이 지난 후 새로운 유닛으로 업그레이드 된다.
필요한 조건을 만족하고 나서 일정 시간이 흐른 후 뜨는 이벤트가 없이는 개발이 불가능한 "Secret Weapons" 카테고리가 추가되었다. 이 카테고리에는 컴퓨터, 핵폭탄 그리고 나치 독일의 비밀 무기와 같은 실험적인 진보된 기술들이 포함되어 있다.

## 확장팩들
2005년 11월, 원본 없이도 플레이 가능한 확장팩 하츠 오브 아이언 2 : 둠즈데이가 발표되었으며 2006년 4월 출시되었다. 확장팩은 2차대전 전후, 냉전 초기를 배경으로 한 가상 시나리오를 추가하여, 새로워진 첩보 시스템(첩보 활동, 사보타지 등이 추가되었다)을 선보이고 있으며, 플레이 가능한 기간이 54년까지 늘어났으며, AI와 시나리오 에디터를 개선하였다.
또 다른 확장팩인 하츠 오브 아이언 2: 아마게돈은 2007년 4월에 출시되었다. 이전의 확장팩보다 더 긴 시간이 주어졌으며, 플레이어는 최종적인 게임 종료 시점을 1964년으로 설정할 수도 있다. 또한 군함에는 레이다, 화기통제장치, 대잠설비, 대공화기 등의 모듈 추가가 가능하게 되었으며, 새로운 두 개의 가상 시나리오가 추가되었으며 AI도 개선되었다.
2007년 8월 31일엔 하츠 오브 아이언 시리즈 전부(하츠 오브 아이언, 하츠 오브 아이언 2, 하츠 오브 아이언 2: 둠즈데이, 하츠 오브 아이언 2: 아마게돈)를 포함하는 하츠 오브 아이언: 앤솔로지가 발매되었다.

## 평가
| Hearts of Iron II                                                                                          |        |
| --- | ------ |
| 통합 점수 통합사 점수 메타크리틱 83/100 [ 1 ] 평론 점수 평론사 점수 IGN 8.7/10 [ 2 ] GameSpot 8.3/10 [ 3 ] |        |
| 통합 점수                                                                                                  |        |
| 통합사 | 점수   |
| 메타크리틱                                                                                                 | 83/100 |
| 평론 점수                                                                                                  |        |
| 평론사 | 점수   |
| IGN | 8.7/10 |
| GameSpot                                                                                                   | 8.3/10 |

## 같이 보기
- 하츠 오브 아이언
- 하츠 오브 아이언 2: 둠스데이
- 하츠 오브 아이언 2: 아마게돈
- 하츠 오브 아이언 3

## 참조링크
- (영어) 패러독스 인터랙티브 공식 포럼